# Peziza macrospora
Peziza macrospora är en svampart som beskrevs av Wallr. 1833. Peziza macrospora ingår i släktet Peziza och familjen Pezizaceae.   Inga underarter finns listade i Catalogue of Life.